# Fărgovo
Fărgovo (în bulgară Фъргово) este un sat în Obștina Satovcea, Regiunea Blagoevgrad, Bulgaria.

## Demografie
Componența etnică a satului Fărgovo
     Bulgari (62,98%)
     Nicio identificare (37,01%)
     Altele (0%)
La recensământul din 2011, populația satului Fărgovo era de 416 locuitori. Din punct de vedere etnic, majoritatea locuitorilor (62,98%) erau bulgari. Pentru 37,01% din locuitori nu este cunoscută apartenența etnică.